# فرقة البحوث من كريك الهنود
فرقة بورك من هنود الخور هي قبيلة معترف بها اتحاديا من الأمريكيين الأصليين في ولاية ألاباما المريكية يتحدثون لغة موسكوجي، وكانوا يعرفون سابقا باسم أمة الخور تقع شرق نهر المسيسيبي.
تقع في الغالب في مقاطعة إسكامبيا. منذ أواخر القرن العشرين، قاموا بتشغيل ثلاثة كازينوهات للألعاب وفندق عند حجزهم. وقد مكنهم ذلك من توليد إيرادات للتعليم والرعاية الاجتماعية.